# Koniówka (Radom)
Koniówka – dzielnica Radomia, położona w północnej jego części, dawniej wieś.
Wokół niej znajdują się lasy.